# Margam
Margam est une communauté du borough de comté de Neath Port Talbot, au pays de Galles.
Il s'agit d'un ancien village, construit autour de l'abbaye de Margam, qui est devenu une banlieue de la ville de Port Talbot.

## Démographie
Au recensement de 2011, la communauté de Margam comptait 3 017 habitants.